# مصطفى رضا نور
أمين الإسلام محمد مصطفى رضا نور (بالإنجليزية: Aminul Islam Mohammad Mostofa Reza Nur) هو ضابط متقاعد برتبة فريق في جيش بنغلاديش، وشغل سابقًا منصب رئيس هيئة الأركان، رئيس قسم القوات المسلحة.

## المسيرة المهنية
تلقى نور تكليفه في جيش بنغلاديش في 11 يناير 1975.
من عام 2004 حتى عام 2006، شغل منصب رئيس هيئة الأركان، رئيس قسم القوات المسلحة. وفي 6 أبريل 2006، عُيِّن سفيرًا لبنغلاديش لدى الكويت. واستمر في منصب السفير حتى 3 يونيو 2008. يُعد نور واحدًا من أربعة ضباط برتبة فريق خدموا تحت إشراف وزارة الشؤون الخارجية (بنغلاديش), والثلاثة الآخرون هم إس. إم. ماتيور رحمن، محمد سيف العالَم وخواجة وسيو الدين الذي كان الممثل الدائم لبنغلاديش لدى الأمم المتحدة.
نور عضو في مجلس باريدارا دو إتش إس. وشارك في بطولة برايم بنك للجولف عام 2015، وفاز في مسابقة الضربة الواحدة.